# Metaplax gocongensis
Metaplax gocongensis is een krabbensoort uit de familie van de Varunidae. De wetenschappelijke naam van de soort is voor het eerst geldig gepubliceerd in 2003 door Davie & Nguyen.